# Pohlia oedoneura
Pohlia oedoneura är en bladmossart som beskrevs av Brotherus 1903. Pohlia oedoneura ingår i släktet nickmossor, och familjen Bryaceae. Inga underarter finns listade i Catalogue of Life.